# Faccende complicate
Faccende complicate è un programma televisivo italiano trasmesso dal 2024 su RaiPlay, condotto da Valerio Lundini, che in ogni episodio  incontra persone comuni, personaggi noti e testimoni di varie “faccende complicate" offrendo il suo personale punto di vista per trovare soluzioni mai scontate.

## Edizioni
| Edizione | Inizio          | Fine            | Puntate | Conduttore      |
| -------- | --------------- | --------------- | ------- | --------------- |
| 1ª       | 12 gennaio 2024 | 26 gennaio 2024 | 10      | Valerio Lundini |
| 2ª       | 10 aprile 2025  | 15 maggio 2025  | 10      | Valerio Lundini |